# 구포

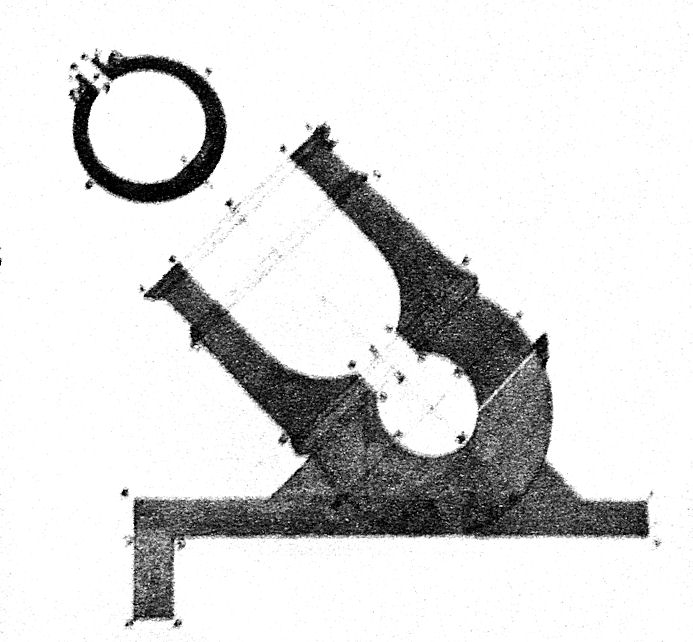
18세기 프랑스의 구포 설계도.

구포(臼砲, 독일어: Mörser 뫼르저[*], 영어: Mortar 모타[*])는 곡사포의 일종이다. 포신장에 비해 구경이 매우 크고, 두툼한 포신이 절구〔臼〕처럼 생겨서 구포라 한다. 중세에서 현대에 걸쳐 대 성곽 대 요새 공격용으로 주로 사용되었다. 탄도가 매우 높아서 명중도는 낮지만, 목표가 요새인 이상 그런 것은 큰 문제가 되지 않았다. 중세에는 돌이나 단순한 금속환을 발사체로 사용했지만, 근대부터는 관통탄이나 유탄이 사용되었다. 초기에는 전장식이 많았지만 20세기부터 후장식이 주류가 되었다.
박격포와는 다른 개념이지만 영어로 모두 mortar 모타[*] 라서 자주 오역된다. 일반적으로 보병 관할을 박격포라고 하는데, 일본군의 경우에는 구포, 박격포, 보병곡사포를 모두 구분해서 호칭했다. 2차대전 이전의 독일군 역시 박격포와 구포를 명확히 구분하여 박격포는 Granatwerfer라고 하고 구포를 Mörser라고 불렀다. 현대전에서는 구포가 사용되지 않기 때문에 대개 mortar라고 하면 박격포를 가리키는 것이다.